# 安積永盛駅
安積永盛駅（あさかながもりえき）は、福島県郡山市笹川三丁目にある、東日本旅客鉄道（JR東日本）・日本貨物鉄道（JR貨物）の駅である。
東北本線を所属線として、水郡線を加えた2路線が乗り入れる。水郡線は当駅が（正式な）終点であるが、全列車が東北本線の郡山駅を発着する。

## 歴史
- 1909年（明治42年）10月18日：鉄道院東北本線の笹川駅（ささがわえき）として開業[3]。一般駅[3]。
- 1929年（昭和4年）5月10日：水郡北線（後の水郡線）が当駅から谷田川駅まで開業[4]。
- 1931年（昭和6年）10月30日：成田線笹川駅開業に先立ち、安積永盛駅に改称[3][4]。
- 1984年（昭和59年）2月1日：荷物の取り扱いを廃止[3]。
- 1987年（昭和62年）4月1日：国鉄分割民営化により、JR東日本・JR貨物の駅となる[3][4]。
- 1999年（平成11年）3月：貨物列車の発着がなくなる。
- 2009年（平成21年）3月14日：東北本線でICカード「Suica」の利用が可能となる[6]。
- 2012年（平成24年）4月1日：業務委託化（直営末期は郡山駅所属安積永盛在勤）。
- 2021年（令和3年）1月8日：駅西口広場が整備・竣工[7][8]。
- 2023年（令和5年）1月31日：みどりの窓口の営業を終了[9]。

## 駅構造
単式ホーム1面1線と島式ホーム1面2線、合計2面3線のホームと木造駅舎を持つ地上駅である。駅舎側から1番線、2番線、3番線と番号が振られている。互いのホームは跨線橋で連絡している。
JR東日本東北総合サービスが駅受託を受託する業務委託駅である。構内には、Suica対応自動券売機、簡易Suica改札機などがある。水郡線はSuicaサービスエリア外となっている。

### のりば

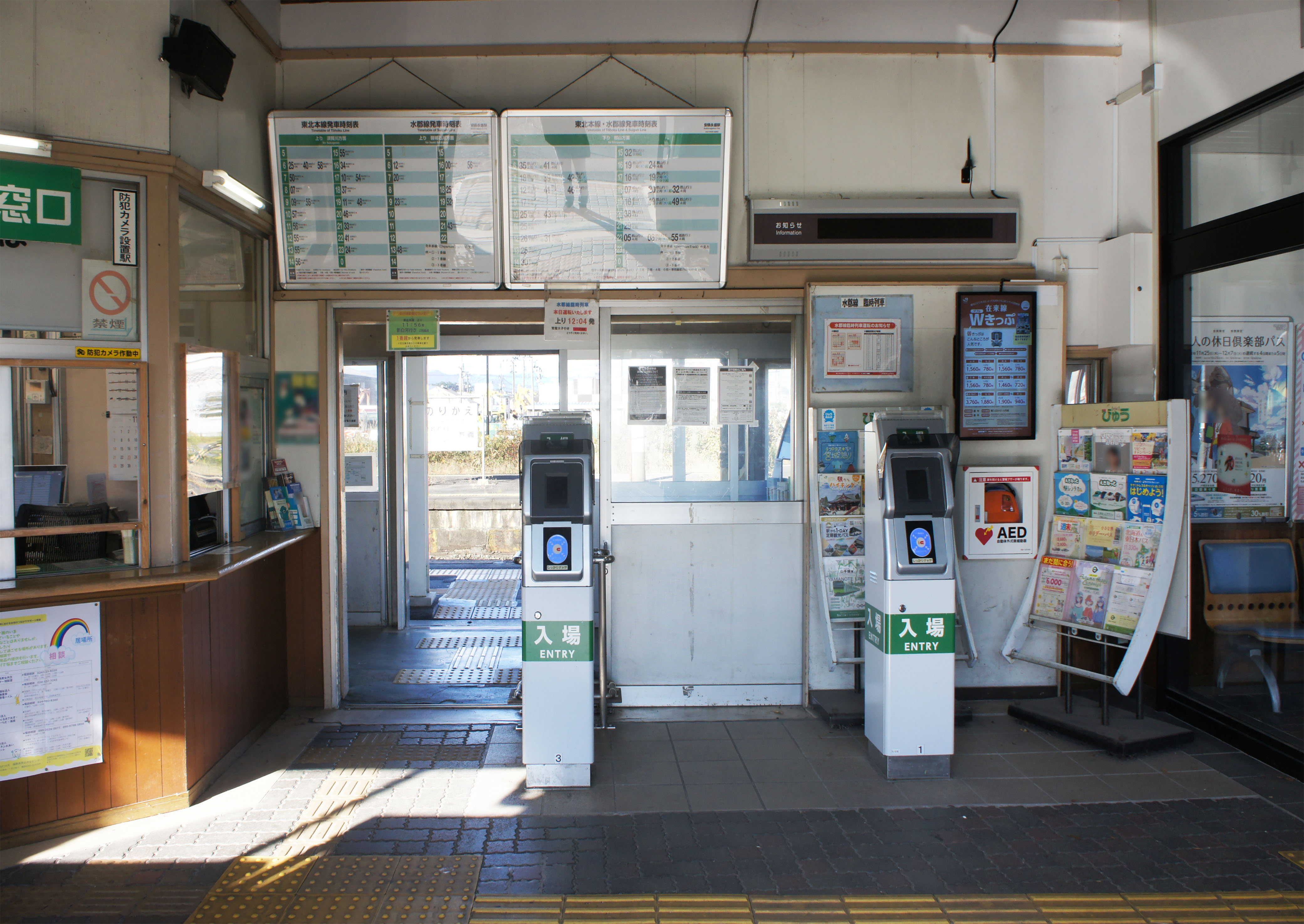
改札口（2021年10月）
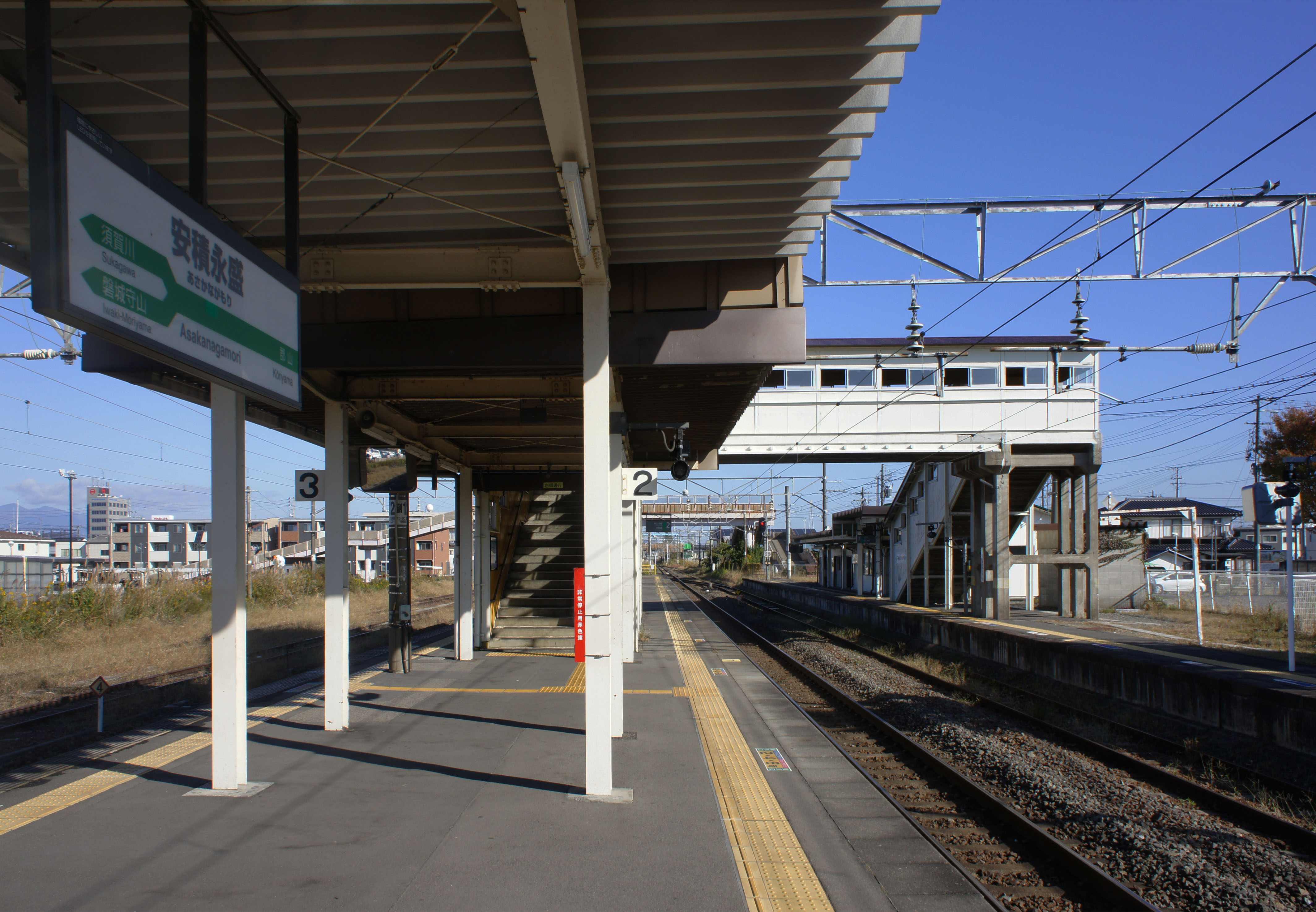
ホーム（2021年10月）

| 番線 | 路線      | 方向 | 行先                 | 備考       |
| ---- | --------- | ---- | -------------------- | ---------- |
| 1    | ■水郡線   | 上り | 常陸大子・水戸方面   |            |
| 1    | ■水郡線   | 下り | 郡山方面             |            |
| 1    | ■東北本線 | 上り | 黒磯・宇都宮方面     | 一部の列車 |
| 2    | ■東北本線 | 上り | 黒磯・宇都宮方面     |            |
| 2    | ■水郡線   | 上り | 常陸大子・水戸方面   | 一部の列車 |
| 3    | ■東北本線 | 下り | 郡山・福島・仙台方面 |            |

- 改札口（2021年10月）
- ホーム（2021年10月）

## 貨物取扱
現在、JR貨物の駅は車扱貨物の臨時取扱駅となっており、貨物列車の発着はない。貨物設備はなく、専用線も本駅には接続していない。
かつては駅から分岐し本線の西側に沿って、駅の南側にある太平洋セメント安積永盛倉庫へ至る専用線があった。そのため、本駅は大越駅（住友大阪セメント田村工場）からセメント輸送列車が到着していたが、1999年（平成11年）6月に廃止された。

## 利用状況
JR東日本によると、2023年度（令和5年度）の1日平均乗車人員は2,376人である。
2000年度（平成12年度）以降の推移は以下のとおりである。
| 1日平均乗車人員推移 | 1日平均乗車人員推移 | 1日平均乗車人員推移 | 1日平均乗車人員推移 | 1日平均乗車人員推移 |
| 年度                | 定期外              | 定期                | 合計                | 出典                |
| ------------------- | ------------------- | ------------------- | ------------------- | ------------------- |
| 2000年（平成12年）  |                     |                     | 1,991               | [ 利用客数 2 ]      |
| 2001年（平成13年）  |                     |                     | 2,019               | [ 利用客数 3 ]      |
| 2002年（平成14年）  |                     |                     | 2,029               | [ 利用客数 4 ]      |
| 2003年（平成15年）  |                     |                     | 2,015               | [ 利用客数 5 ]      |
| 2004年（平成16年）  |                     |                     | 1,983               | [ 利用客数 6 ]      |
| 2005年（平成17年）  |                     |                     | 2,006               | [ 利用客数 7 ]      |
| 2006年（平成18年）  |                     |                     | 2,036               | [ 利用客数 8 ]      |
| 2007年（平成19年）  |                     |                     | 2,040               | [ 利用客数 9 ]      |
| 2008年（平成20年）  |                     |                     | 2,054               | [ 利用客数 10 ]     |
| 2009年（平成21年）  |                     |                     | 2,107               | [ 利用客数 11 ]     |
| 2010年（平成22年）  |                     |                     | 2,085               | [ 利用客数 12 ]     |
| 2011年（平成23年）  |                     |                     | 2,045               | [ 利用客数 13 ]     |
| 2012年（平成24年）  | 460                 | 1,782               | 2,242               | [ 利用客数 14 ]     |
| 2013年（平成25年）  | 465                 | 1,813               | 2,279               | [ 利用客数 15 ]     |
| 2014年（平成26年）  | 491                 | 1,800               | 2,292               | [ 利用客数 16 ]     |
| 2015年（平成27年）  | 506                 | 1,813               | 2,319               | [ 利用客数 17 ]     |
| 2016年（平成28年）  | 517                 | 1,839               | 2,356               | [ 利用客数 18 ]     |
| 2017年（平成29年）  | 531                 | 1,887               | 2,418               | [ 利用客数 19 ]     |
| 2018年（平成30年）  | 543                 | 1,933               | 2,476               | [ 利用客数 20 ]     |
| 2019年（令和元年）  | 517                 | 1,944               | 2,461               | [ 利用客数 21 ]     |
| 2020年（令和02年）  | 358                 | 1,571               | 1,929               | [ 利用客数 22 ]     |
| 2021年（令和03年）  | 400                 | 1,737               | 2,137               | [ 利用客数 23 ]     |
| 2022年（令和04年）  | 447                 | 1,880               | 2,327               | [ 利用客数 24 ]     |
| 2023年（令和05年）  | 478                 | 1,898               | 2,376               | [ 利用客数 1 ]      |

## 駅周辺
- 福島県道17号郡山停車場線
- 福島県道355号須賀川二本松線（陸羽街道）
- 郡山市役所安積行政センター
- 郡山警察署笹川交番
- 郡山笹川郵便局
- 郡山南郵便局
- 大東銀行
- 東邦銀行
- 日本大学工学部
- 日本大学東北高等学校
- 太平洋セメント安積永盛倉庫
- 笹原川
- 阿武隈川
- ヨークベニマル安積町店
- 福島交通「永盛駅前」、「安積二丁目」停留所

## その他
- 2011年（平成23年）の東日本大震災の際は、同年4月17日に本駅以南の運行が再開されるまでの間、一時的に東北本線の当駅折り返しが設定された。
- 当駅と郡山駅の間に南郡山駅（仮称）の開業が計画されており、JR東日本と郡山市が新駅設置について協議中である[11]。ただし、2020年（令和2年）12月現在、具体的な計画はない[12]。

## 隣の駅
東日本旅客鉄道（JR東日本）
■東北本線
須賀川駅 - 安積永盛駅 - （貨）郡山貨物ターミナル駅 - 郡山駅
■水郡線（当駅 - 郡山駅間は東北本線）
磐城守山駅 - 安積永盛駅 - （貨）郡山貨物ターミナル駅 - 郡山駅

### 記事本文
1. 1 2 3 4  『週刊 JR全駅・全車両基地』 42号 水戸駅・常陸太田駅・高萩駅ほか74駅、朝日新聞出版〈週刊朝日百科〉、2013年6月9日、27頁。
2. 1 2  JR東日本東北総合サービス株式会社が運営する受託駅一覧 - JR東日本東北総合サービス.2022年1月2日閲覧
3. 1 2 3 4 5 6  石野 1998, p. 399.
4. 1 2 3 4  石野 1998, p. 443.
5. ↑  『週刊 JR全駅・全車両基地』 13号 仙台駅・船岡駅・松島海岸駅ほか70駅、朝日新聞出版〈週刊朝日百科〉、2012年11月4日、21頁。
6. ↑  『Suicaをご利用いただけるエリアが広がります。』（PDF）（プレスリリース）東日本旅客鉄道、2008年12月22日。オリジナルの2020年5月24日時点におけるアーカイブ。2020年5月25日閲覧。
7. ↑  “安積永盛駅西口広場リニューアル供用開始”.   郡山市 (2021年1月8日). 2021年1月5日時点のオリジナルよりアーカイブ。2021年1月12日閲覧。
8. ↑  「車・バス乗降場や待合所、駐輪場が完成 JR安積永盛駅西口広場」『福島民友新聞』2021年1月12日。オリジナルの2021年1月12日時点におけるアーカイブ。2021年1月12日閲覧。
9. ↑  “駅の情報（安積永盛駅）：JR東日本”.   東日本旅客鉄道. 2023年1月4日時点のオリジナルよりアーカイブ。2023年1月4日閲覧。
10. 1 2 3 4 5 6  “JR東日本：駅構内図・バリアフリー情報（安積永盛駅）”.   東日本旅客鉄道. 2024年11月19日閲覧。
11. ↑  “郡山市総合都市交通戦略” (PDF).   国土交通省. p. 4. 2024年11月19日閲覧。
12. ↑  “まちづくり・産業”.   郡山市. 2021年5月21日時点のオリジナルよりアーカイブ。2024年11月19日閲覧。

### 利用状況
1. 1 2  “各駅の乗車人員（2023年度）”.   東日本旅客鉄道. 2024年7月22日閲覧。
2. ↑  “各駅の乗車人員（2000年度）”.   東日本旅客鉄道. 2019年2月13日閲覧。
3. ↑  “各駅の乗車人員（2001年度）”.   東日本旅客鉄道. 2019年2月13日閲覧。
4. ↑  “各駅の乗車人員（2002年度）”.   東日本旅客鉄道. 2019年2月13日閲覧。
5. ↑  “各駅の乗車人員（2003年度）”.   東日本旅客鉄道. 2019年2月13日閲覧。
6. ↑  “各駅の乗車人員（2004年度）”.   東日本旅客鉄道. 2019年2月13日閲覧。
7. ↑  “各駅の乗車人員（2005年度）”.   東日本旅客鉄道. 2019年2月13日閲覧。
8. ↑  “各駅の乗車人員（2006年度）”.   東日本旅客鉄道. 2019年2月13日閲覧。
9. ↑  “各駅の乗車人員（2007年度）”.   東日本旅客鉄道. 2019年2月13日閲覧。
10. ↑  “各駅の乗車人員（2008年度）”.   東日本旅客鉄道. 2019年2月13日閲覧。
11. ↑  “各駅の乗車人員（2009年度）”.   東日本旅客鉄道. 2019年2月13日閲覧。
12. ↑  “各駅の乗車人員（2010年度）”.   東日本旅客鉄道. 2019年2月13日閲覧。
13. ↑  “各駅の乗車人員（2011年度）”.   東日本旅客鉄道. 2019年2月13日閲覧。
14. ↑  “各駅の乗車人員（2012年度）”.   東日本旅客鉄道. 2019年2月13日閲覧。
15. ↑  “各駅の乗車人員（2013年度）”.   東日本旅客鉄道. 2019年2月13日閲覧。
16. ↑  “各駅の乗車人員（2014年度）”.   東日本旅客鉄道. 2019年2月13日閲覧。
17. ↑  “各駅の乗車人員（2015年度）”.   東日本旅客鉄道. 2019年2月13日閲覧。
18. ↑  “各駅の乗車人員（2016年度）”.   東日本旅客鉄道. 2019年2月13日閲覧。
19. ↑  “各駅の乗車人員（2017年度）”.   東日本旅客鉄道. 2018年7月9日閲覧。
20. ↑  “各駅の乗車人員（2018年度）”.   東日本旅客鉄道. 2019年7月11日閲覧。
21. ↑  “各駅の乗車人員（2019年度）”.   東日本旅客鉄道. 2020年7月10日閲覧。
22. ↑  “各駅の乗車人員（2020年度）”.   東日本旅客鉄道. 2021年7月22日閲覧。
23. ↑  “各駅の乗車人員（2021年度）”.   東日本旅客鉄道. 2022年8月5日閲覧。
24. ↑  “各駅の乗車人員（2022年度）”.   東日本旅客鉄道. 2023年7月12日閲覧。